# Daniel Anthony
Daniel Jevoughn Anthony (Inglaterra, Reino Unido; 4 de octubre de 1987) es un actor de televisión, teatro y de voz británico, más conocido por interpretar a Clyde Langer en la serie The Sarah Jane Adventures, un spin-off de la longeva serie Doctor Who.

## Carrera
Interpretó el papel de Clyde Langer en la serie The Sarah Jane Adventures desde 2007 hasta su fin en 2011. 
Ha aparecido en el West End en varios musicales, incluyendo El rey león como el joven Simba, y en Oliver! en el London Palladium. Ha aparecido como Kez en el drama de BBC Three Dis/ Connected, sobre una joven que se suicida y sobre el impacto que tiene sobre sus amigos. También hizo una breve aparición como un matón en 2009 el drama de ITV Demons. Anthony interpretó el personaje de Jack en la película de la BBC Rules of Love.
Apareció en Casualty interpretando un personaje regular, Jamie Collier, que siguió apareciendo en 2014.

## Filmografía
| Título                                       | Año       | Papel         | Notas                              |
| -------------------------------------------- | --------- | ------------- | ---------------------------------- |
| Casualty                                     | 2001      | Tyrone Harris | Episodio: "Better Safe Than Sorry" |
| EastEnders                                   | 2004      | JJ            |                                    |
| Shockumentary                                | 2005      | Brian         |                                    |
| Dream Team                                   | 2006      | Eugene Rose   | Episodio: "War of the Roses"       |
| Doctors                                      | 2006      | Lex Keavy     | 11 episodios                       |
| Coming Up                                    | 2006      | Danjah        | Episodio: "Happy $lapz"            |
| Casualty                                     | 2006      | Niall Gorton  | Episodio: "Heads Together"         |
| As the Bell Rings                            | 2007      | Danny         | Episodio: "A Touch of Class"       |
| The Sarah Jane Adventures                    | 2007–2011 | Clyde Langer  | 52 episodios                       |
| Dis/Connected                                | 2008      | Kez           | Corto de TV                        |
| A Touch of Frost                             | 2008      | Lewis         | Episodio: "Dead End"               |
| Leo                                          | 2008      | Guardia       | Corto                              |
| Demons                                       | 2009      | Ashley        | Episodio: "Smitten"                |
| Comic Relief 2009                            | 2009      | Clyde Langer  |                                    |
| Guess with Jess                              | 2009      | Horace        |                                    |
| SJA: Alien Files                             | 2010      | Clyde Langer  | 1 episodio                         |
| Rules of Love                                | 2010      | Jack          |                                    |
| My Sarah Jane: A Tribute to Elisabeth Sladen | 2011      | El mismo      |                                    |
| Casualty                                     | 2011      | Lee Stark     | Episodio: "Starting Out"           |
| Casualty                                     | 2013-14   | Jamie Collier | Regular                            |